# 베스 기번스

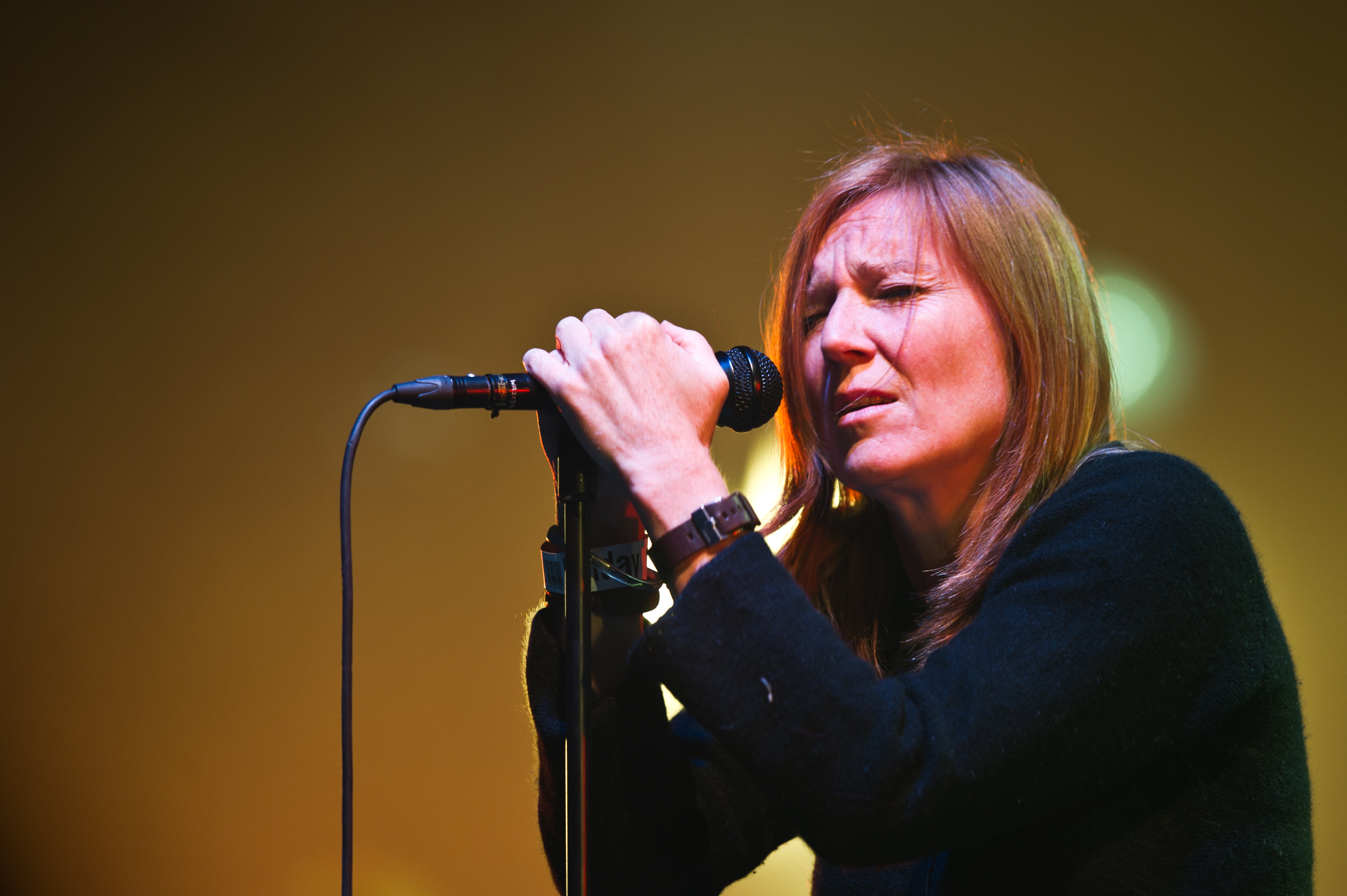
베스 기번스

베스 기번스(Beth Gibbons, 1965년 1월 4일 ~ )는 영국 출신의 가수, 작곡가, 작사가이다. 포티셰드의 가수로 유명하다.

## 삶
1965년 엑서터에서 태어났다. 22세에 집을 떠나 바스의 술집에서 노래를 부르다가 브리스톨에 정착하였다. 빌리 할리데이, 에디트 피아프 등의 영향을 받았다.